# Walfridusbrug
De Walfridusbrug is een spoorbrug ten noorden van Groningen over het Van Starkenborghkanaal en de N361 voor de spoorlijn Groningen - Delfzijl. De huidige brug is gebouwd in 2003 en verving een brug uit 1932. Deze brug is dubbelsporig en heeft ook een fietspad.

De brug is naar de heilige Walfridus genoemd.

## Constructie
De brug is een stalen boogbrug. De brug heeft twee sporen, een doorvaartbreedte van 54 meter en een doorvaarthoogte van 9,5 meter. De brug is in België gebouwd door de staalbouwer Victor Buyck Steel Construction uit Eeklo.

## Historie
De oude brug uit 1932 bestond uit twee betonnen landhoofden met een stalen overspanning en had dezelfde constructie als de spoorbrug bij Zuidhorn. De brug was enkelsporig, had een doorvaartbreedte van 22 meter en een doorvaarthoogte van 6,62 meter. Er waren fundamenten aanwezig voor de montage ven een tweede spoorbrug. Door het besluit het kanaal en de doorvaarbreedte bij de bruggen te verbreden zijn een aantal bruggen geheel vervangen door nieuwe bruggen.

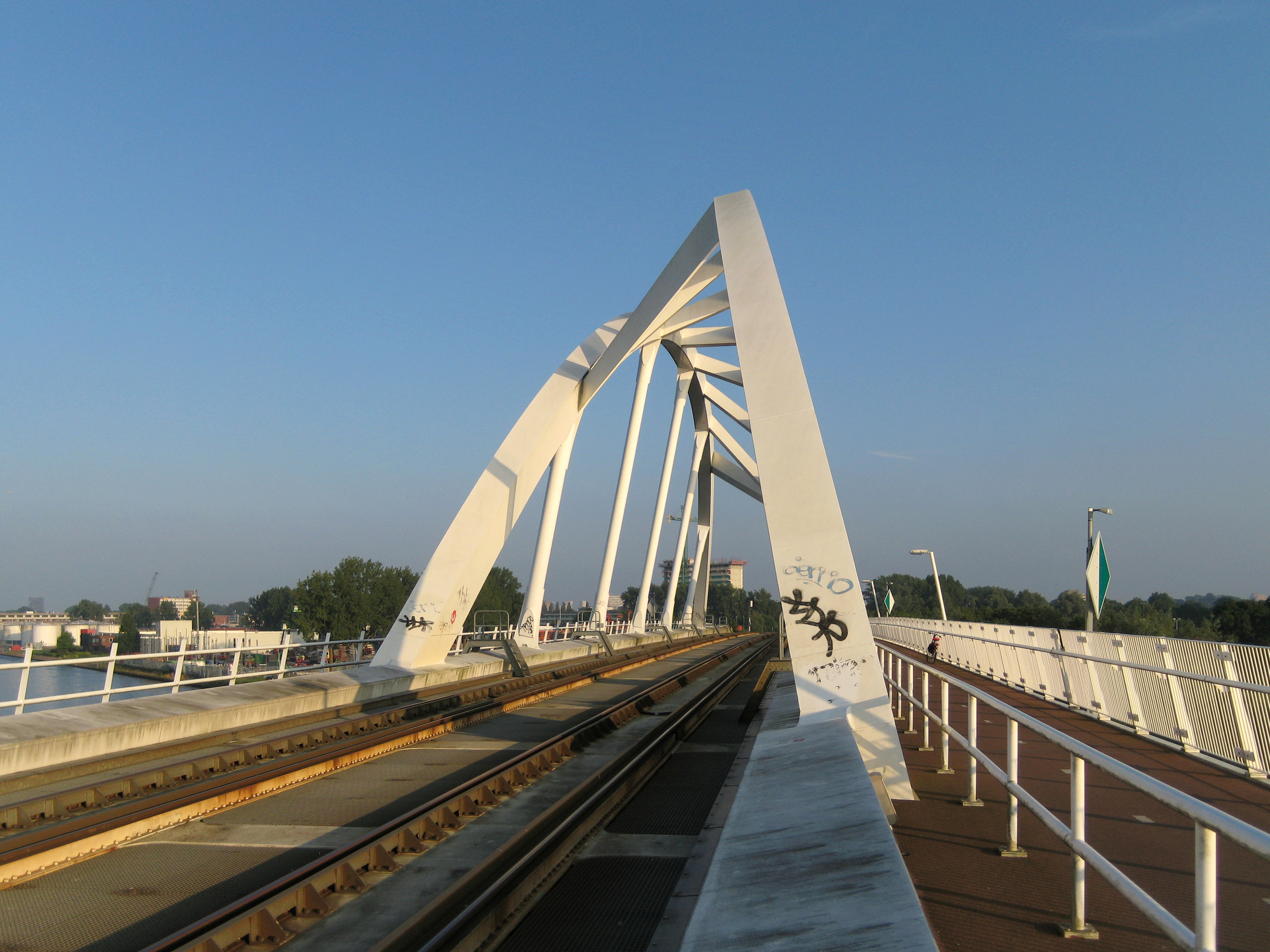
De brug gezien vanuit het noorden (2013)